# Quebracho (Uruguay)
Quebracho è un comune dell'Uruguay, situato nel Dipartimento di Paysandú.